# Aleksandra Ślusarek
Aleksandra Ślusarek (ur. 26 września 1951 w Podłężu) – polska działaczka społeczna i samorządowa, prezes Związku Repatriantów Rzeczpospolitej Polskiej.

## Życiorys
Z zawodu technik mechanik. W latach 80. była działaczką opozycji demokratycznej. W 1989 działała w lokalnym Komitecie Obywatelskim. W latach 1990–1998 była radną Niepołomic, w pierwszej kadencji wchodziła w skład zarządu miasta. Od 1998 do 2010 przez trzy kadencje sprawowała mandat radnej powiatu wielickiego. W latach 2006–2010 wchodziła w skład zarządu powiatu. Mandat radnej i stanowisko członka zarządu powiatu objęła ponownie w 2014. Została członkinią Prawa i Sprawiedliwości, z ramienia tej partii w 2015 bez powodzenia ubiegała się o mandat poselski. Również w 2018 została wybrana do rady powiatu, pozostając w składzie zarządu powiatu VI kadencji. W 2024 kolejny razy uzyskała mandat radnej powiatu.
Od początku lat 90. zaangażowana w działalność na rzecz repatriacji i pomocy Polakom zesłanych i deportowanych do ZSRR. Była inicjatorką obywatelskiego projektu ustawy mającego uregulować i ułatwić kwestię powrotów. Została prezesem Związku Repatriantów Rzeczpospolitej Polskiej oraz członkinią władz Wspólnoty Polskiej.

## Odznaczenia
Odznaczona Krzyżem Kawalerskim (2009), Oficerskim (2010) i Komandorskim (2016) Orderu Odrodzenia Polski, a także  Krzyżem Wolności i Solidarności (2017)